# Creekfolkets mytologi
Creekernas mytologi är besläktad med andra nordamerikanska urfolks mytologi, men influerad av urfolkets ursprung i sydöstra USA. I dagens läge är det riktigt att tala om muskogeernas mytologi, eftersom creek-stammarna hellre talar om sig själva, utifrån sitt eget språk, än den benämning nybyggarna gav dem. 

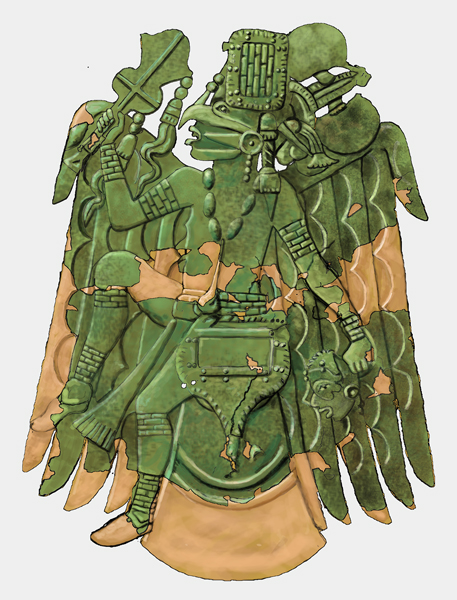
Fynd från de arkeologiska utgrävningarna i Etowah, i norra Georgia.

Creekerna var förmodligen avkomlingar till Mississippikulturen, den högbyggande arkeologiska kultur, som blomstrade 800-1500 e.Kr., i vad som nu är Mellanvästern och den amerikanska Södern, framförallt i det sydöstra skogsområdena. Muskogeerna bodde i autonoma byar längs floddalarna i Tennessee, Georgia och Alabama.

## Skapelsen

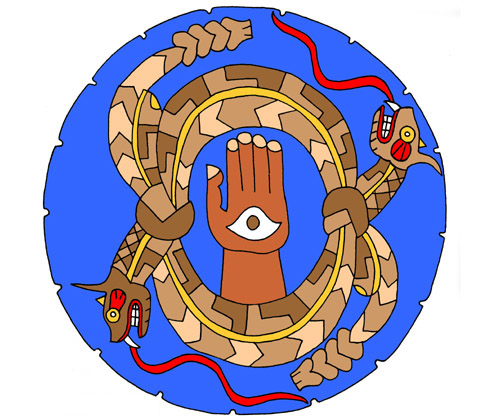
Typiskt motiv från de arkeologiska utgrävningarna vid Moundville i Alabama.

Enligt creekerna mytologi var världen allra först helt och hållet under vatten. Den enda marken var ett berg, som kallades Nunne Chaha. På berget fanns ett hus och där bodde Esaugetuh Emissee ("andhämtningens mästare"). Han skapade människan av lera som han hittade på berget.
Muskogee vördade också “den behornade ormen”, Sint Holo, som uppenbarade sig enbart för unga män som ägde visheten och lämpligheten.
I underjorden fanns endast kaos och underliga varelser. Esaugetuh Emissee skapade Broder Måne och Syster Sol och de fyra väderstrecken för att hålla världen på plats.
De första människorna var avkomlingar till Syster Sol och den behornade ormen. Dessa första creeker kallades Lyckosamma Jägaren och Majskvinnan, för att beteckna deras respektive roller i samhället.
Hisagita-imisi (eller Hisakitaimisi), "Andhämtningens bevarare" var en solgud. Han kallades också Ibofanga ("den som sitter ovanför (oss)")